# Estação Fernández de Córdoba
A Estação Fernández de Córdoba é uma das estações do Metrô do Panamá, situada na Cidade do Panamá, entre a Estação Vía Argentina e a Estação El Ingenio. Administrada pela Metro de Panamá S.A., faz parte da Linha 1.
Foi inaugurada em 5 de abril de 2014. Localiza-se no cruzamento da Via Fernández de Córdoba com a Rua Asia. Atende o corregimento Pueblo Nuevo.